# Wolfgang Amadeus Mozart
Wolfgang Amadeus Mozart, w formie spolszczonej Wolfgang Amadeusz Mozart (ur. 27 stycznia 1756 w Salzburgu, zm. 5 grudnia 1791 w Wiedniu) – austriacki lub niemiecki muzyk: kompozytor, pianista i wirtuoz innych instrumentów klawiszowych. Jego twórczość związana była głównie z Wiedniem; razem z Haydnem oraz Beethovenem zaliczany jest do trójki tzw. „klasyków wiedeńskich”. Uznawany za jednego z najwybitniejszych i najważniejszych twórców w historii muzyki.

## Życiorys

### Dzieciństwo
Urodzony w Salzburgu, będącym wówczas stolicą niezależnego, w ramach Rzeszy, arcybiskupstwa (dopiero w latach 1805–1810 i ponownie od 1814 tereny te stały się częścią Cesarstwa Austriackiego). Był siódmym dzieckiem niemieckiego kompozytora Leopolda Mozarta oraz Anny Marii z domu Pertl. Miał starszą o pięć lat siostrę Marię Annę nazywaną Nannerl, która także przejawiała uzdolnienia muzyczne. Pierwszy raz Mozart wystąpił publicznie w wieku pięciu lat, we wrześniu 1761 roku biorąc udział w spektaklu wystawionym z okazji imienin arcybiskupa Sigismunda von Schrattenbacha jednak nie w roli muzyka, lecz tancerza. Wraz z siostrą, kiedy miała 11 lat, mały Wolfgang grywał duety klawesynowe na zasłoniętej jedwabistym materiałem klawiaturze. Ojciec – Leopold Mozart – woził ich po całej Europie, przez co Wolfgang zaczął chorować. W roku 1761 skomponował swój pierwszy utwór – Andante KV 1.
Pozostała piątka rodzeństwa zmarła w wieku niemowlęcym. W wieku trzech lat Wolfgang, słysząc grę siostry na klawesynie, zabawiał się wyszukiwaniem tercji na tym instrumencie (o czym później wspominała jego siostra). Od piątego roku życia uczył się gry na klawesynie pod kierunkiem swojego ojca.

### Imiona Mozarta
Na chrzcie nadano mu imiona: Joannes Chrysostomus Wolfgangus Theophilus. Pierwsze na cześć świętego katolickiego patrona dnia urodzenia Jana Chryzostoma, Wolfgang na pamiątkę dziadka ze strony matki, a Teofil na pamiątkę ojca chrzestnego. Przez większość życia kompozytor posługiwał się jednak imionami Wolfgang Amadé. Amadé to francuska wersja greckiego imienia Teofil (przyjaciel Boga lub umiłowany przez Boga). Wcześniej używał także wersji włoskiej (Amadeo). We wczesnych dokumentach występowała również forma Wolfgang Gottlieb (Gottlieb to niemieckie tłumaczenie dla Teofil). Natomiast nigdy nie używał najpowszechniejszej dzisiaj wersji łacińskiej Amadeus. W dzieciństwie rodzice używali również zdrobnień Wolferl, Wolfgangerl i we wczesnych czasach Wolfi, o czym wiadomo z listów ojca i innych źródeł.

### Podróże
W styczniu 1762 Leopold Mozart i jego dzieci udali się w pierwszą podróż artystyczną – do Monachium na pierwsze rodzinne tournée. Szczegóły tego 3-tygodniowego pobytu nie są znane. Następna podróż całej rodziny, rozpoczęta we wrześniu tego samego roku, wiodła przez Pasawę i Linz do Wiednia. W habsburskiej stolicy Wolfgang i Nannerl zaprezentowali się jako klawesyniści zarówno na dworze cesarskim, jak i w pałacach arystokracji. W drodze powrotnej rodzina zatrzymała się na dwa tygodnie w Bratysławie i na początku stycznia 1763 powróciła do Salzburga.
W czerwcu 1763, zachęcony sukcesem podróży do Wiednia, Leopold Mozart z żoną i obojgiem dzieci wyruszył na znacznie dłuższe tournée. Początkowo planowano podróż do wielu miast niemieckich i do Paryża; ewentualne dalsze cele miały zależeć od sukcesu – zwłaszcza materialnego – dotychczasowych koncertów. Wolfgang i Nannerl koncertowali zatem w Monachium, Augsburgu, Schwetzingen, Moguncji, Frankfurcie n. Menem (gdzie na koncert Mozarta przyszedł młody Goethe), Koblencji i (prawdopodobnie) Akwizgranie.
W październiku 1763 roku rodzina Mozartów przybyła do Brukseli.
W roku 1764 Wolfgang Mozart zagrał w Wersalu dla Ludwika XV i w pałacu Buckingham dla Jerzego III.
W 1769 roku Mozart został koncertmistrzem kapeli arcybiskupiej.
W latach 1769–1773 trzykrotnie odwiedził Włochy (grudzień 1769 – marzec 1771, sierpień – grudzień 1771 i październik 1772 – marzec 1773). W czasie pierwszego pobytu poznał w Bolonii G.B. Martiniego i został przyjęty na członka sławnej Accademia Filarmonica. W czasie tej podróży po wysłuchaniu w Kaplicy Sykstyńskiej Miserere Gregorio Allegriego zapisał ten utwór z pamięci. „Miserere” można było wykonywać tylko w Kaplicy. Papież podziwiał geniusz młodego twórcy i nadał mu tytuł Kawalera Orderu Złotej Ostrogi (ze znanych kompozytorów takie odznaczenie otrzymał wcześniej Gluck).
W 1773 roku Mozart udał się z ojcem do Wiednia, prawdopodobnie w poszukiwaniu posady na dworze wiedeńskim. Spędził tam cztery miesiące, ale posady nie uzyskał. Niemniej pobyt w Wiedniu był ważny dla rozwoju jego twórczości (zaznajomił się wtedy m.in. z nowymi kwartetami Haydna). Następną podróż, trzymiesięczną, odbył na przełomie lat 1774–1775 do Monachium, gdzie skończył komponować operę komiczną Rzekoma ogrodniczka i dyrygował jej prapremierą.

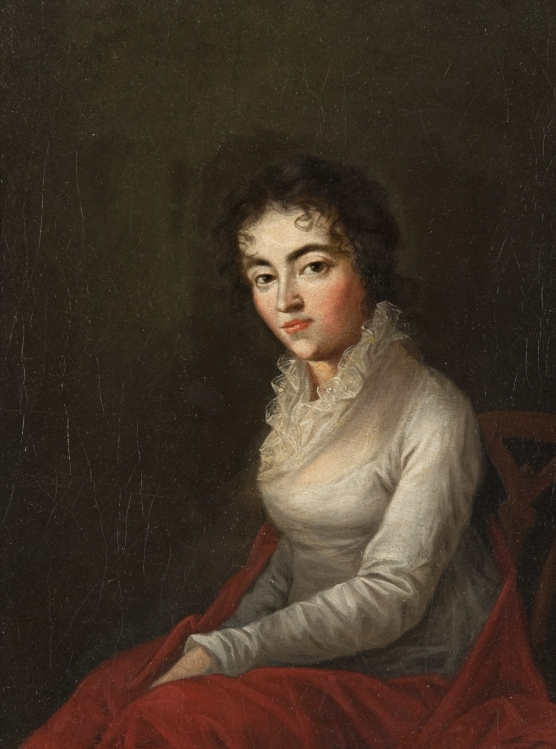
Portret Konstancji Weber (1782), malował Joseph Lange

W 1777 roku Mozart w Monachium poznał szesnastoletnią sopranistkę Aloysię Weber, w której się zakochał. Chciał z nią wyruszyć w podróż, jednak te plany pokrzyżował jego ojciec.
We wrześniu 1777 Mozart rozpoczął kolejną podróż po Europie. Ponieważ ojciec, Leopold Mozart, nie otrzymał od arcybiskupa dłuższego urlopu, Wolfgang wyruszył w towarzystwie matki. Pierwszymi celami podróży były Monachium i Mannheim.
Po dłuższym pobycie w Mannheim oboje pojechali dalej do Paryża, gdzie Mozart spędził pół roku w 1778. W czerwcu 1778 jego matka zachorowała i zmarła 3 lipca 1778. Pobyt w Paryżu nie był zbyt udany. Chociaż wykonanie jego Symfonii „Paryskiej” KV 297 było sukcesem, Mozart nie zdobył uznania paryskich melomanów, ani żadnej posady we Francji.
Usilnie nakłaniany przez ojca do powrotu do Salzburga, wyruszył w drogę, zatrzymując się znowu w Mannheim i Monachium. W drodze powrotnej do Salzburga, Mozartowi udało się znów spotkać w Monachium ze swoją pierwszą miłością Aloysią Weber, która dała mu jednak wtedy do zrozumienia, że nie odwzajemnia już jego uczuć. Załamany z powodu podwójnej straty, jaką była strata matki i Aloysii, w styczniu 1779 Mozart wrócił do Salzburga, gdzie znalazł pracę u ówczesnego księcia arcybiskupa – hrabiego Hieronymusa von Colloredo.
Lata 1779 i 1780 Mozart spędził w Salzburgu. Wtedy też otrzymał zamówienie na napisanie wielkiej opery na rozpoczęcie sezonu operowego w Monachium w grudniu 1780. Operą tą był Idomeneo, król Krety.
W listopadzie 1780 Mozart udał się do Monachium, aby dokończyć pracę nad dziełem, nadzorować próby i dyrygować prapremierą oraz paroma następnymi przedstawieniami. Prapremiera Idomeneo została wprawdzie przesunięta z powodu żałoby po śmierci Marii Teresy 29 listopada 1780, ale w końcu odbyła się 29 stycznia 1781. Na premierę przyjechał do Monachium ojciec Mozarta, a także jego siostra. Korzystając z wyjazdu chlebodawcy, arcybiskupa Hieronymusa von Colloredo, do Wiednia, Mozart samowolnie przedłużył pobyt w Monachium.
Doprowadziło to do nieporozumienia z pracodawcą, które zakończyło się wyjazdem Mozarta do Wiednia, gdzie wynajął pokój u rodziny Weberów. Aloysia była już co prawda wtedy mężatką, lecz Wolfgangowi bardzo spodobała się jej siostra Konstancja.
4 sierpnia 1782 r. Wolfgang ożenił się z Konstancją Weber (1762–1842), która także była śpiewaczką. W trakcie ich trwającego dziewięć lat małżeństwa Konstancja powiła szóstkę dzieci, z której przeżyła tylko dwójka. Jednocześnie rozpoczął pracę nad operą Uprowadzenie z seraju. Od tamtej pory Wiedeń opuszczał tylko sporadycznie.
26 października 1783 w Salzburgu odbyło się prawykonanie Wielkiej Mszy c-moll KV 427.
W grudniu 1786 roku Mozart otrzymał zaproszenie do Pragi. Wiązało się to z wystawieniem Wesela Figara.
W 1784 r. kompozytor wstąpił do wiedeńskiej loży wolnomularskiej „Ku dobroczynności” – wolnomularstwo odgrywało dużą rolę w jego życiu, ukształtowało m.in. jego wyobrażenie o śmierci.

### Kres życia
Mozart spędził ostatnie lata swojego życia w Wiedniu, gdzie do dzisiaj można zwiedzać jeden z jego apartamentów przy Domgasse 5, położony w pobliżu katedry Św. Szczepana. W domu tym Mozart skomponował w 1786 Wesele Figara.
Jeszcze w październiku 1791 nikt by nie przypuszczał, że za dwa miesiące Mozart już nie będzie żył. Przez wiele lat nie wiedziano, co było przyczyną śmierci kompozytora, tradycja romantyczna zaś stworzyła wokół tego faktu wiele fantastycznych legend. Po długotrwałej analizie medycznej Antona Neumayra ustalono jednak dość szczegółowy przebieg choroby Mozarta, w którego opisie znajdują się takie objawy, jak: wysoka gorączka, obfite wydzielanie potu i wysypka, stan zapalny i obrzmienie w obrębie kończyn, unieruchomienie ciała z powodu silnego bólu. Możliwe, że chorował na gorączkę reumatyczną z reumatycznym zapaleniem stawów, z bardzo wysoką temperaturą i jednoczesnym wystąpieniem powikłań neurologicznych. Za bezpośrednią przyczynę śmierci uznaje się upust krwi dokonany przez medyka na dwie godziny przed śmiercią Mozarta.
Śmierć przerwała pracę Mozarta nad mszą żałobną Requiem. Na prośbę żony Mozarta dzieło to dokończyli jego znajomi kompozytorzy, Joseph Eybler i Franz Xaver Süssmayr. W rękopisie Mozarta ostatnie nuty postawione jego ręką przypadają na 8 takt partii wokalnych Lacrimosa.
Długo wierzono, że Mozart zmarł w nędzy i zapomnieniu, pochowany w grobie dla ubogich. W rzeczywistości, choć jego twórczość nie była już tak modna w Wiedniu, w dalszym ciągu otrzymywał jednak znaczące przychody z różnych stron Europy, szczególnie z Czech, a konkretnie z Pragi. Został pochowany w grobie 3 klasy, tak jak większość mieszkańców Wiednia. Pochówek tego typu warunkowały dwa zarządzenia Józefa II z lat 1784–1785, które narzucały poszczególne elementy pogrzebu.
W 1809 r. Konstancja poślubiła duńskiego dyplomatę, Georga Nicolausa von Nissena, który był miłośnikiem dzieł Mozarta i napisał pierwszą biografię kompozytora.
Mozart nie miał trudnego życia. Często otrzymywał wynagrodzenie za swoją pracę i gdy już posiadał pieniądze, to trwonił wielkie sumy, prowadząc ekstrawagancki styl życia. Świadczyło to jednak nie o jego próżności, lecz o chęci aktywnego zaistnienia w wiedeńskim świecie muzyków, co miało przynieść w efekcie dodatkowe dochody. Dużych wydatków przysparzała Mozartowi również choroba jego żony Konstancji: gdy była piąty raz w ciąży, pojawiła się u niej choroba tzw. otwartej nogi, czyli owrzodzenie podudzia, będące konsekwencją chronicznego zapalenia żył. Zmuszało ją to do częstych i kosztownych wyjazdów do uzdrowiska Baden.

### Dzieci Mozarta
- Reimund Leopold Mozart (ur. 27 czerwca 1783 w Wiedniu, zm. 19 sierpnia 1783 w Wiedniu)
- Carl Thomas Mozart (ur. 21 września 1784 w Wiedniu, zm. 31 października 1858 w Mediolanie)
- Johann Thomas Leopold Mozart (ur. 18 października 1786 w Wiedniu, zm. 15 listopada 1786 w Wiedniu)
- Theresia Maria Anna Mozart (ur. 27 grudnia 1787 w Wiedniu, zm. 29 czerwca 1788 w Wiedniu)
- Anna Maria Mozart (ur. zm. 16 listopada 1789 w Wiedniu)
- Franz Xaver Wolfgang Mozart (ur. 26 lipca 1791 w Wiedniu, zm. 19 lipca 1844 w Karlsbadzie)

Z szóstki dzieci, które przyszły na świat w trakcie 9-letniego małżeństwa Wolfganga i Konstancji (1782–1791), dzieciństwo przeżyli tylko dwaj synowie. Żaden z nich nie ożenił się i nie pozostawił potomstwa. Ród Wolfganga Amadeusa Mozarta w linii prostej wymarł w połowie XIX w.

## Twórczość
Mimo iż Mozart żył niecałe 36 lat, zdążył pozostawić po sobie kilkaset skrzących się dowcipem i wyróżniających słynną mozartowską lekkością oraz melodyjnością utworów. Ponad 50 symfonii, kilkadziesiąt koncertów fortepianowych, skrzypcowych, fletowych i na inne instrumenty solowe z towarzyszeniem orkiestry, blisko 20 mszy (a także słynne, acz niedokończone przez niego „Requiem”) oraz inne utwory muzyki kościelnej, 13 oper, które do dnia dzisiejszego znajdują się w repertuarze wszystkich teatrów operowych świata (zwłaszcza takie arcydzieła, jak „Uprowadzenie z seraju”, „Wesele Figara”, „Don Giovanni”, „Czarodziejski flet”, „Cosí fan tutte”, czy też mniej znana u nas jego pierwsza większa opera „Idomeneo, król Krety”). Mozart napisał również wiele utworów kameralnych, solowych. Jest także pierwszym wielkim twórcą wśród zawodowych kompozytorów piszących muzykę rozrywkową (tańce, divertimenta, serenady na czele z „Eine kleine Nachtmusik (KV 525)”).

### Opery

Portret Mozarta (1782), Joseph Lange (nieukończony)

Mozart z największym entuzjazmem, o którym świadczą również jego listy, pisał opery. W ciągu niespełna 23 lat skomponował ponad 20 dzieł scenicznych, przede wszystkim w panującym wówczas stylu włoskim i do włoskich tekstów.
W 1767 roku Mozart skomponował swoją pierwszą operę, dramat muzyczny Apollo et Hyacinthus (KV 38). Kolejna Bastien i Bastienne (1768, KV 50=46b) dała już całkiem inny rezultat. Młody muzyk był już zdolny do panowania nad tematem, a jego muzyka emanowała sielankową radością i urokiem spontaniczności. La finta semplice (1768, KV 51) jest pierwszym podejściem Mozarta do gatunku określanego opera buffa (opera komiczna).
Później, na zlecenia otrzymane w Mediolanie i Salzburgu, powstały pierwsze włoskie opery (opera seria i serenata teatrale): Mitridate re di Ponto (1770, KV 87), Ascanio in Alba (1771, KV 111), Il sogno di Scipione (1771, KV 126), Lucio Silla (1772, KV 135). Pierwszym operom seria brakuje formalnej perfekcji starszego Mozarta. Libretta są nieprzekonujące i nieprawdopodobne, był to jednak powszechny mankament ówczesnych oper.
W dziele La finta giardiniera (1774–1775, KV 196), Mozart wraca do opera buffa, przewyższając wszystkie poprzednie wzory tego gatunku. Mimo wad libretta postacie nie są już schematyczne, lecz stają się autentycznymi osobowościami, zaś muzyka dobitnie przyczynia się do ich podkreślenia.

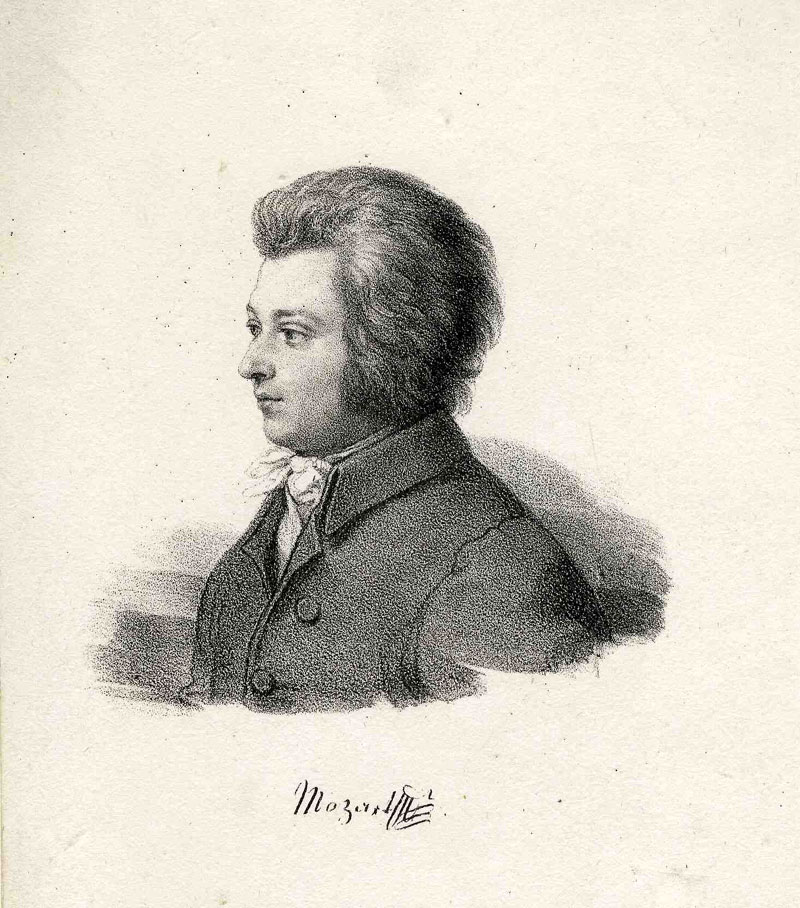
Portret Mozarta, na podstawie obrazu Josepha Langego (około 1840)

Wśród niewielu oper do tekstu niemieckiego najważniejsze są singspiele (śpiewogry) Uprowadzenie z seraju i Czarodziejski flet. Chociaż legenda głosi (a film Miloša Formana Amadeusz ją utrwala), że po premierze Uprowadzenia z seraju cesarz Józef II powiedział do Mozarta: „za dużo nut”, utwór odniósł ogromny sukces i przyniósł kompozytorowi sławę również poza Wiedniem. „Modna w tym czasie stylizacja muzyki „tureckiej” polegała na większej niż zazwyczaj ilości szybkich dźwięków w dynamice forte, obecności „egzotycznych” ozdobników o nietypowej chromatyce i „janczarskiej” instrumentacji (w rozbudowanym finale 2 aktu)”.
Trzy najwybitniejsze włoskojęzyczne opery Mozarta powstały do librett napisanych przez Lorenza Da Ponte. Są to Wesele Figara, Don Giovanni i Così fan tutte.
Wesele Figara (1786, KV 492) zostało oparte na Le marriage de Figaro Pierre’a Beaumarchais, dziele, które było źle przyjęte i rzadko wykonywane we Francji z powodu krytyki wad dominujących klas społecznych (duchowieństwa i arystokracji), przeciwstawionych zdrowemu duchowi Trzeciego Stanu. W Austrii opera Mozarta także spotkała się ze sprzeciwem ze strony dworu cesarskiego, chociaż Da Ponte usunął z oryginalnego tekstu najbardziej drastyczne wątki polityczne, podtrzymując jednak naganną ocenę postępowania hrabiego Almavivy. Opera została po raz pierwszy wykonana wiosną 1786 w wiedeńskim Burgtheater, odnosząc ogromny sukces. „Powstała „commedia per musica” – zabawna, ale z morałem i czytelną krytyką stosunków społecznych. Tradycyjna komedia charakterów ustąpiła w niej miejsca komedii sytuacyjnej, gdyż żadna z postaci nie jest śmieszna, a tym bardziej ośmieszana – zabawne są jedynie ich perypetie. W znakomitych ensemblach charaktery „kontrapunktują się”. Mozart najbardziej lubił sekstet w trzecim akcie, gdy stopniowo wyjaśniają się nieporozumienia narosłe w wyniku wcześniejszych intryg, ale każdy z bohaterów inaczej reaguje na tę zmianę sytuacji. Odczuwają oni radość, wzruszenie albo złość, a muzyka tę różnorodność reakcji wyśmienicie oddaje”.

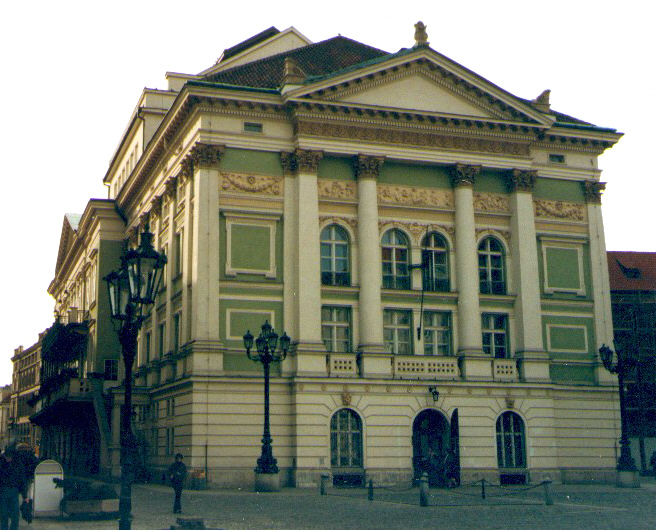
Stavovské divadlo, Praga – w tym teatrze swoje światowe prapremiery miały opery Don Giovanni i Łaskawość Tytusa

Wyjątkowy sukces Wesele Figara odniosło w Pradze w Teatrze Narodowym Hrabiego von Nostitza (Stavovské divadlo). W efekcie u Mozarta zamówiono nową operę i powstał Don Giovanni, kolejna w dziejach teatru opowieść o uwodzicielu ponoszącym karę za niemoralny tryb życia.
Don Giovanni określany jest jako „wesoły dramat” (dramma giocoso), a równocześnie ma momenty dramatyczne, a nawet tragiczne. Romantycy najchętniej kończyli operę sceną, w której głównego bohatera pochłania piekło. W XX wieku zazwyczaj można obejrzeć na końcu sześcioosobowy zespół z udziałem pozostałych (z wyjątkiem głównego bohatera, jak również Komandora) postaci, które tłumaczą, że obejrzeliśmy przypowiastkę z morałem służącą rozrywce, czyli właśnie „wesoły dramat”.
Uważa się, że muzyka tej opery jeszcze lepiej niż w Weselu Figara maluje zróżnicowane portrety psychologiczne bohaterów. „Główny bohater przyjmuje ton bohaterski, uwodzicielski lub prowokujący w zależności od okoliczności. Jego służący Leporello często bywa nieodparcie komiczny, ale w sytuacjach dramatycznych jest równie przejmujący jak postacie „poważne”. Bohaterki reprezentują trzy różne światy i trzy style muzyczne. Dramatyczno-liryczne są arie Donny Anny. Z barokową emfazą śpiewa Donna Elwira. Natomiast partia wieśniaczki Zerliny pełna jest rokokowego wdzięku i naiwności”.
Do singspielu (śpiewogry) Mozart powrócił, pisząc w 1791 r. Czarodziejski flet (KV 620) do baśniowego libretta, które napisał Emanuel Schikaneder. Był on również, jak byśmy dzisiaj powiedzieli, producentem i reżyserem pierwszej inscenizacji tej opery, w której ponadto śpiewał jedną z głównych ról – Papagena. Podobnie jak w Uprowadzeniu z seraju, także i w Czarodziejskim flecie dialogi są mówione (a nie śpiewane), i to w języku niemieckim, co było typowe dla singspieli przeznaczonych dla szerszej widowni niż opery seria we włoskim stylu i języku.
Chronologiczna lista oper:
- Udana naiwność (KV 51)
- Bastien i Bastienne (KV 50)
- Mitrydates, król Pontu (KV 87)
- Askaniusz w Albie (KV 111)
- Sen Scypiona (KV 126)
- Lucio Silla (KV 135)
- Rzekoma ogrodniczka (KV 196)
- Król pasterz (KV 208)
- Idomeneo, król Krety (KV 366)
- Uprowadzenie z seraju (KV 384)
- Dyrektor teatru (KV 486)
- Wesele Figara (KV 492)
- Don Giovanni (KV 527)
- Così fan tutte (KV 588)
- Łaskawość Tytusa (KV 621)
- Czarodziejski flet (KV 620)

Oprócz nich istnieją także opery niedokończone:
- Zaide (KV 344)
- Gęś z Kairu (KV 422)
- Mąż zawiedziony (KV 430)

Mozart napisał też muzykę do dramatu heroicznego Geblera – Thamos, król Egiptu (KV 345).

### Utwory religijne
Muzyka sakralna Mozarta to głównie kompozycje wokalne, chociaż są też przykłady muzyki instrumentalnej, jak 17 Sonat kościelnych (lub organowych) na dwoje skrzypiec, kontrabas i organy (niektóre także z trąbkami i kotłami), skomponowanych między rokiem 1767 i 1780.
Kompozycje sakralne obejmują 19 mszy, wśród nich Weisenhaus Messe c-moll KV 139, pewną liczbę dzieł należących do gatunku Missa Brevis (tzw. msze krótkie), napisanych głównie w Salzburgu (KV 167-192-194-195 oraz tzw. Wróbla msza (KV 220)), a przede wszystkim Koronacyjna KV 317, Wielka Msza c-moll KV 427 (z nieukończonym Credo i brakującym Agnus Dei) i ostatnie dzieło Mozarta Requiem d-moll KV 626, napisane w 1791, po 8-letniej przerwie, gdy w ogóle nie komponował mszy, a ukończone przez Franza Xavera Süssmayra po śmierci Mozarta.
Do dzieł sakralnych należy szereg kompozycji innego rodzaju, wśród nich Kyrie, ofertoria, antyfony, motety (Exsultate, Jubilate KV 165 oraz bardzo znane Ave verum corpus KV 618).
Muzyka sakralna Mozarta prezentuje bogatą stylistycznie mozaikę: elementy tematów chorału gregoriańskiego spotykają się z surowymi kontrapunktami, niekiedy pojawiają się elementy operowe.

## Muzyka instrumentalna
Twórczość dla zespołów instrumentalnych, obok symfonii, obejmuje divertimenta, nokturny, serenady (m.in. serenadę Eine kleine Nachtmusik (KV 525), cassazioni, marsze) i tańce.

### Symfonie
| Numer w edycji Breitkopfa | Tonacja | K   | K6     | Rok         | Uwagi                                   |
| ------------------------- | ------- | --- | ------ | ----------- | --------------------------------------- |
| 1                         | Es-dur  | 16  | 16     | 1764–1765   |                                         |
| 2                         | B-dur   | 17  | 17     | 1764        | autorstwo wątpliwe                      |
| 3                         | Es-dur  | 18  | 18     | 1764        | autor K.F. Abel                         |
| 4                         | D-dur   | 19  | 19     | 1764        |                                         |
| 5                         | B-dur   | 22  | 22     | 1765        |                                         |
| 6                         | F-dur   | 43  | 43     | 1767        |                                         |
| 7                         | D-dur   | 45  | 45     | 1768        |                                         |
| 8                         | D-dur   | 48  | 48     | 1768        |                                         |
| 9                         | C-dur   | 73  | 73     | 1772        |                                         |
| 10                        | G-dur   | 74  | 74     | 1770        |                                         |
| 11                        | D-dur   | 84  | 73q    | 1770        |                                         |
| 12                        | G-dur   | 110 | 75b    | 1771        |                                         |
| 13                        | F-dur   | 112 | 112    | 1771        |                                         |
| 14                        | A-dur   | 114 | 114    | 1771        |                                         |
| 15                        | G-dur   | 124 | 124    | 1772        |                                         |
| 16                        | C-dur   | 128 | 128    | 1772        |                                         |
| 17                        | G-dur   | 129 | 129    | 1772        |                                         |
| 18                        | F-dur   | 130 | 130    | 1772        |                                         |
| 19                        | Es-dur  | 132 | 132    | 1772        |                                         |
| 20                        | D-dur   | 133 | 133    | 1772        |                                         |
| 21                        | A-dur   | 134 | 134    | 1772        |                                         |
| 22                        | C-dur   | 162 | 162    | 1773        |                                         |
| 23                        | D-dur   | 181 | 162b   | 1773        |                                         |
| 24                        | B-dur   | 182 | 173dA  | 1773        |                                         |
| 25                        | g-moll  | 183 | 173 dB | 1773        |                                         |
| 26                        | Es-dur  | 184 | 161a   | 1773        |                                         |
| 27                        | G-dur   | 199 | 161b   | 1773        |                                         |
| 28                        | C-dur   | 200 | 189k   | 1773?-1774? |                                         |
| 29                        | A-dur   | 201 | 186a   | 1774        |                                         |
| 30                        | D-dur   | 202 | 186b   | 1774        |                                         |
| 31                        | D-dur   | 297 | 300a   | 1778        | „Paryska”                               |
| 32                        | G-dur   | 318 | 318    | 1779        |                                         |
| 33                        | B-dur   | 319 | 319    | 1779        |                                         |
| 34                        | C-dur   | 338 | 338    | 1780        |                                         |
| 35                        | D-dur   | 385 | 385    | 1782        | „Haffnerowska”                          |
| 36                        | C-dur   | 425 | 425    | 1783        | „Linzka”                                |
| 37                        | G-dur   | 444 | 425a   | 1783        | wstęp do Symfonii G-dur Michaela Haydna |
| 38                        | D-dur   | 504 | 504    | 1786        | „Praska”                                |
| 39                        | Es-dur  | 543 | 543    | 1788        |                                         |
| 40                        | g-moll  | 550 | 550    | 1788        | 2 wersje                                |
| 41                        | C-dur   | 551 | 551    | 1788        | „Jowiszowa”                             |

Oprócz wymienionych wyżej symfonii Mozart skomponował inne symfonie, z których część zostało ponumerowanych od 42 do 55 z tym, że brak w numeracji symfonii 49 oraz 53. Symfonie zamieszczone w poniższej tabeli są mało znanymi kompozycjami, rzadko wykonywanymi i nagrywanymi. W pierwszej wersji katalogu Köchla z 1862 roku symfonie wymieniono w dodatku do katalogu.
| Numer w edycji Breitkopfa | Tonacja | K       | K6     | Rok       | Uwagi                                     |
| ------------------------- | ------- | ------- | ------ | --------- | ----------------------------------------- |
| 42                        | F-dur   | 75      | 75     | 1771      |                                           |
| 43                        | F-dur   | 76      | 42a    | 1767      |                                           |
| 44                        | D-dur   | 81      | 73l    | 1770      |                                           |
| 45                        | D-dur   | 95      | 73n    | 1770      | przypisywana również Leopoldowi Mozartowi |
| 46                        | C-dur   | 96      | 111b   | 1771      |                                           |
| 47                        | D-dur   | 97      | 73m    | 1770      |                                           |
| 48                        | D-dur   | 120     | 111a   | 1771      | finał symfonii                            |
| 50                        | D-dur   | 161,163 | 141a   | 1773–1774 |                                           |
| 51                        | D-dur   | 121     | 207a   | 1774–1775 |                                           |
| 52                        | C-dur   | 102     | 213c   | 1775      |                                           |
| 54                        | B-dur   | A216    | C11.03 | 1770–1771 |                                           |
| 55                        | B-dur   | A214    | 45b    | 1768      |                                           |
|                           | A-dur   | A220    | 16a    | 1765?     |                                           |
|                           | F-dur   | A223    | 19a    | 1765?     |                                           |
|                           | C-dur   | A222    | 19b    | 1765?     | zaginęła                                  |
|                           | G-dur   | A221    | 45a    | 1768      | Alte Lambach                              |
|                           | D-dur   | A215    | 66c    | 1769      | zaginęła                                  |
|                           | B-dur   | A217    | 66d    | 1769      | zaginęła                                  |
|                           | B-dur   | A218    | 66e    | 1769      | zaginęła                                  |

Od 1764 roku (KV 16) Mozart stworzył ponad 50 symfonii (zachowało się 41).
- Tzw. wczesne symfonie (1764–1771), napisane w stylu włoskich uwertur, zbudowane są z następujących części: Allegro-Andante-Allegro; tylko w niektórych z nich pojawił się menuet jako część trzecia (charakterystyczna dla późniejszej w pełni ukształtowanej formy symfonicznej) – Symfonia No 1, Symfonia No 2. Warto więc zauważyć, że niewłaściwe i bardzo mylące jest porównywanie symfonicznego dorobku kompozytorskiego Mozarta z dziełami późniejszych twórców – na imponującą liczbę symfonii Mozarta wpływ miało inne pojmowanie formy kompozycji.

Wyróżnia się trzy cykle Symfonii Salzburskich:
- Symfonie Salzburskie 1772–1773 – 11 symfonii z tego cyklu napisanych przed trzecią podróżą do Włoch może być podzielonych na dwie grupy: 5 germańskich symfonii koncertowych z menuetami (KV 161a, KV 161b, KV 162, KV 162b, KV 173dA), każda trwająca ok. 20–25 minut; 6 włoskich symfonii w stylu uwertury bez menueta (KV 135, KV 141a, KV 161a, KV 162, KV 162b, KV 173dA), każda trwająca ok. 8–9 minut. Żadna z tych symfonii nie została opublikowana drukiem za życia Mozarta.
- Symfonie Salzburskie 1773–1775 – ten cykl symfoniczny także może być podzielony na dwie grupy, z których bardziej znacząca zawiera 7 germańskich symfonii koncertowych z menuetem (KV 183, KV 185, KV 200–204), a druga tylko jedną symfonię we włoskim stylu (KV 121), napisaną na podstawie uwertury operowej. Także i żadna z tych symfonii nie ukazała się drukiem za życia Mozarta.
- Symfonie Salzburskie 1775–1783 – podczas gdy w okresie od 1770 do 1775 Mozart stworzył nie mniej niż 36 symfonii, w następnych ośmiu latach powstało ich jedynie 9. Można to tłumaczyć rozczarowaniem kompozytora w stosunku do salzburskiego establishmentu, jak również miernego poziomu zespołów muzycznych, jakie istniały w mieście. Ten okres może być też uznany za przejściowy ku okresowi ostatnich największych symfonii.
- W 1778 Mozart przybył do Paryża w poszukiwaniu posady godnej jego talentu, ale takiej właściwie nie znalazł. Niemniej jednak to w czasie tej wizyty napisał tak zwaną Symfonię Paryską (KV 297), która jest szczególnie interesująca z racji bogatej i nowoczesnej instrumentacji.
- XXXV Symfonia, Haffnerowska (KV 385) została skomponowana w 1782 na zamówienie z Salzburga, po ostatecznym przeniesieniu się kompozytora do Wiednia. Pierwotnie zawierała wprowadzający marsz, który później został usunięty, i dwa menuety, z których tylko jeden pozostał w końcowej wersji.
- XXXVI Symfonia, Linzka (KV 425) została napisana w 1783, gdy Mozart przejeżdżał przez to miasto w drodze powrotnej z Salzburga.
- XXXVIII Symfonia, Praska (KV 504) powstała w Wiedniu pod koniec 1786 – z myślą o wyjeździe kompozytora do Pragi w styczniu 1787. Jest ona znacznie trudniejsza do wykonania i bardziej zaawansowana konceptualnie niż jakakolwiek z poprzednich symfonii Mozarta.
- Końcowa trylogia symfonii Mozarta (KV 543, KV 550, KV 551) została ukończona w ciągu trzech miesięcy 1788 roku. Jest prawdopodobne, że autor chciał wydać te utwory razem, jako jedno dzieło, chociaż właściwie pozostały one nieopublikowane aż do jego śmierci. Tylko jedna z nich mogła być publicznie wykonywana w Lipsku w 1789.
- Mniej znaną i rzadziej wykonywaną z tych trzech symfonii jest XXXIX symfonia (KV 543) Es-dur, być może, dlatego że pomysły, które Mozart starał się zbadać w tym dziele, z trudem poddają się przełożeniu na nowoczesne, bardziej potężne instrumenty.

- XL Symfonia (KV 550) g-moll jest jedną z dwóch molowych symfonii Mozarta (druga to tzw. Mała g-moll KV 183, skomponowana w 1773). Jest ona jedną z najczęściej wykonywanych symfonii Mozarta. Zespół muzyczny obejmuje szczególnie subtelne instrumenty dęte, z klarnetami dodanymi w drugiej wersji. Temat główny tej symfonii Mozart wprowadza już na samym początku, po zaledwie kilku nutkach, zresztą, użyty już był on wcześniej (XXI koncert fortepianowy C-dur, KV 467, Allegro), choć obecnie kojarzony przede wszystkim z 40 symfonią.
- XLI Symfonię „Jowiszową” KV 551 (przydomek nie został nadany przez Mozarta, lecz prawdopodobnie przez Johanna Petera Salomona) charakteryzuje pompatyczne nieco użycie z początkiem pierwszej części trąbek i kotłów. Andante cantabile jest głęboko poruszające, a nawet w menuecie można usłyszeć mistrzostwo techniki kontrapunktycznej. Najważniejszy jest w niej finał, którego czteronutowy motyw zaczynający temat był wielokrotnie używany przez samego Mozarta w różnych utworach[14]. Następują kolejno zmienne, przeciwstawiane i łączone motywy, ujęte w formę sonatową, prowadzą do cody, w której pojawia się pięć głównych motywów przeprowadzonych w technice kontrapunktycznej.

### Koncerty solowe

#### Koncerty fortepianowe
| Numer w edycji Breitkopfa | Tonacja | K      | K6     | Rok        | Uwagi |
| ------------------------- | ------- | ------ | ------ | ---------- | --- |
| 1                         | F-dur   | 37     | 37     | 1767       | aranżacja koncertu: cz. 1 H.F. Raupach op. 1 nr 5, cz. 2?, cz. 3 L. Honauer op. 2 nr 3                          |
| 2                         | B-dur   | 39     | 39     | 1767       | aranżacja koncertu: cz. 1 H.F. Raupach op. 1 nr 1, cz. 2 J. Schobert op. 17 nr 2, cz. 3 H.F. Raupach op. 1 nr 1 |
| 3                         | D-dur   | 40     | 40     | 1767       | aranżacja koncertu: cz. 1 L. Honauer op. 2 nr 1, cz. 2 J.G. Eckard op. 1 nr 4, cz. 3 C.P.E. Bach Wq 17          |
| 4                         | G-dur   | 41     | 41     | 1767       | aranżacja koncertu: cz. 1 L. Honauer op. 1 nr 1, cz. 2 H.F. Raupach op. 1 nr 1, cz. 3 L. Honauer op. 1 nr 1     |
|                           | D-dur   | 107, 1 | 107, 1 | 1772       | aranżacja koncertu J.C. Bacha op. 5 nr 2                                                                        |
|                           | G-dur   | 107, 2 | 107, 2 | 1772       | aranżacja koncertu J.C. Bacha op. 5 nr 3                                                                        |
|                           | Es-dur  | 107, 3 | 107, 3 | 1772       | aranżacja koncertu J.C. Bacha op. 5 nr 4                                                                        |
| 5                         | D-dur   | 175    | 175    | 1773       | nowy finał dla koncertu D-dur stanowi Rondo nr 1 D-dur KV 382 z 1785 roku                                       |
| 6                         | B-dur   | 238    | 238    | 1776       | |
| 7                         | F-dur   | 242    | 242    | 1776       | koncert na 3 fortepiany; istnieje również wersja na 2 fortepiany                                                |
| 8                         | C-dur   | 246    | 246    | 1776       | „Lützow” |
| 9                         | Es-dur  | 271    | 271    | 1777       | „Jenamy” |
| 10                        | Es-dur  | 365    | 316a   | 1779       | koncert na dwa fortepiany                                                                                       |
| 12                        | A-dur   | 414    | 385p   | 1782       | finał koncertu A-dur miało stanowić prawdopodobnie Rondo nr 2 A-dur K 386 z 1782 roku                           |
| 11                        | F-dur   | 413    | 387a   | 1782–1783  | |
| 13                        | C-dur   | 415    | 387b   | 1782–1783  | |
| 14                        | Es-dur  | 449    | 449    | 1784       | |
| 15                        | B-dur   | 450    | 450    | 1784       | |
| 16                        | D-dur   | 451    | 451    | 1784       | |
| 17                        | G-dur   | 453    | 453    | 1784       | |
| 18                        | B-dur   | 456    | 456    | 1784       | |
| 19                        | F-dur   | 459    | 459    | 1784       | |
| 20                        | d-moll  | 466    | 466    | 1785       | |
| 21                        | C-dur   | 467    | 467    | 1785       | |
| 22                        | Es-dur  | 482    | 482    | 1785       | |
| 23                        | A-dur   | 488    | 488    | 1786       | |
| 24                        | c-moll  | 491    | 491    | 1786       | |
| 25                        | C-dur   | 503    | 503    | 1786       | |
| 26                        | D-dur   | 537    | 537    | 1788       | „Koronacyjny”, z okazji koronacji cesarza Leopolda II we Frankurcie                                             |
| 27                        | B-dur   | 595    | 595    | ?1788–1791 | |

Mozart ukończył 25 koncertów fortepianowych. Stały się wzorcem klasycznego koncertu solowego. Wszystkie są trzyczęściowe. Nie ma jednak dwóch identycznych form. Nigdy też solista nie powtarza dosłownie fraz granych przez orkiestrę, ani orkiestra nie powtarza partii solisty. Obsada orkiestrowa też jest różnorodna: same instrumenty smyczkowe, smyczkowe wraz z dętymi ad libitum, aż po pełną obsadę symfoniczną z trąbkami i kotłami. Porównując kolejne utwory zauważa się, jak orkiestra stopniowo awansowała z pozycji akompaniatora do roli partnera solisty. Charakter muzyki często nasuwa skojarzenia z operową muzyką Mozarta.
15 najwybitniejszych koncertów powstało od końca 1782 roku przez 4 najbliższe lata, kiedy Mozart organizował serie koncertów. Są to:
- sezon 1782/83: F-dur (KV 413), A-dur (KV 414), C-dur (KV 415)
- sezon [1783]/84: Es-dur (KV 449), B-dur (KV 450), D-dur (KV 451), G-dur (KV 453)
- sezon 1784: B-dur (KV 456), F-dur (KV 459) wiosną 1784, w ciągu niespełna 6 tygodni, dał 22 koncerty; do ojca pisał wtedy, że ciągle musi grać nowe rzeczy.
- sezon 1785: d-moll (KV 466), C-dur (KV 467)
- sezon 1785/86: Es-dur (KV 482), A-dur (KV 488), c-moll (KV 491), C-dur (KV 503)

Warto podkreślić, że Mozart lubił posługiwać się nie tylko autocytatami i tak na przykład w Koncercie nr 25 C-dur, KV 503, w finale I jego części (Allegro maestoso) słyszymy początek Marsylianki, który przewija się zresztą przez całe to allegro. Sugeruje to również, że sama linia melodyczna Marsylianki jest wcześniejsza niż z roku 1792.
W 1788 chciał znów organizować koncerty i dlatego skomponował Koncert D-dur (KV 537, zw. „Koronacyjnym”). Ostatni koncert fortepianowy (B-dur (KV 595)) napisał dla siebie w 1791.

#### Koncerty na różne instrumenty
Mozart skomponował ponad 20 koncertów na instrumenty inne niż fortepian. Na instrumenty dęte najlepsze koncerty powstawały dla muzyków zaprzyjaźnionych z kompozytorem.
- Pięć Koncertów na skrzypce i orkiestrę, KV 207, 211, 216, 218, 219 napisał w Salzburgu, kiedy był koncertmistrzem orkiestry arcybiskupa, a więc pisał jej zapewne dla siebie samego. Wyjątkowy jest w tej grupie koncert A-dur (KV 219) z finałem w niezwykłym w tej części rytmie menueta i z epizodami alla turca.
- Koncert na harfę, flet i orkiestrę (KV 299), o bardzo pięknym, wysoce oryginalnym brzmieniu,
- Koncert na fagot i orkiestrę (KV 191) (1774)
- Koncert klarnetowy A-dur (KV 622) powstał dla Antona Stadlera, a Mozart wyjątkowo lubił brzmienie tego instrumentu.
- Cztery Koncerty na róg i orkiestrę napisane w różnych latach między 1782 i 1786 rokiem, dla Josepha Leutgeba:
  - I: D-dur (KV 412),
  - II: Es-dur (KV 417),
  - III: Es-dur (KV 447),
  - IV: Es-dur (KV 495).

Charakteryzują się eleganckim i pełnym humoru dialogiem między solistą a orkiestrą.
- Symfonia koncertująca Es-dur na skrzypce, altówkę i orkiestrę KV 364 (Sinfonia concertante) (1779), z niezwykłą partią altówki, którą wcześniej w solowej roli wykorzystał tylko Carl Stamitz.
- Symfonia koncertująca na flet, obój, róg, fagot i orkiestrę, KV 297b (Sinfonia concertante), jest uznana za zaginioną, a znany utwór na podobny skład (obój, klarnet, róg, fagot) prawdopodobnie ma niewiele (lub nic) wspólnego z Mozartem.

### Serenady, divertimenta itp.
„W piękne letnie noce o każdej porze można natrafić na uliczne serenady... Taką nocną muzykę, na którą składa się dość znaczna liczba utworów, wykonuje zazwyczaj trio lub kwartet instrumentów dętych. Wieczory poprzedzające dni imienin pięknych dam obfitowały w ten rodzaj rozrywki i nieraz mimo późnej pory w kilka chwil wszystkie okna były wypełnione, a muzyków otaczał oklaskujący ich tłum”, opisywał życie muzyczne na ulicach Wiednia Charles Burney. Podobnie bywało w Salzburgu. Z takich okazji powstawały divertimenta [wł., fr. = rozrywka, zabawa], kasacje [żarg. austr. gassatim gehen = spacerować/grać w zaułkach], notturni [fr. nocturne = nocny] i serenady [wł. sera = wieczór], złożone z wielu krótkich części, rozpoczynając i kończąc marszem. Zawierały tańce (głównie menuety) oraz epizody śpiewne.
W dorobku Mozarta są to chociażby wczesne Divertimenti KV 136–138 na obsadę smyczkową, jak również utwory na instrumenty dęte i rozmaite kombinacje instrumentów smyczkowych i dętych. Tak zwana Gran Partita (KV 361) (Serenada) jest najznakomitszym dziełem Mozarta na zespół kameralny złożony z dwóch obojów, dwóch klarnetów, dwóch rożków basetowych, czterech rogów myśliwskich, dwóch fagotów i kontrabasu. Mozart pozostawił ogromną liczbę tańców z orkiestrą, włączając w to menuety (ponad 100), kontredanse i Deutsche Tänze (albo Ländler, będący pierwowzorem walca). Deutsche Tänze (56 w okresie 1787–1791) zostały napisane głównie na publiczne bale w Wiedniu. W kontredansach, także pisanych głównie w Wiedniu, można znaleźć elementy muzyki programowej, jak Il Temporale KV 535, La Bataille KV 600, Canarino KV 602 itd.

### Muzyka kameralna
Na muzykę kameralną Mozarta składa się 26 kwartetów smyczkowych (wśród nich Divertimenti KV 136, 137, 138, które są raczej uwerturami we włoskim stylu) i 6 kwintetów smyczkowych. Cykl trzyczęściowych tzw. Kwartetów Mediolańskich (KV 80 i KV 155–160) jest o tyle interesujący, że utwory te mogą być uznane za prekursorskie w stosunku do późniejszych bardziej rozbudowanych kwartetów smyczkowych. Bardziej rozbudowane stylistycznie są Kwartety Wiedeńskie (KV 168–173), skomponowane w 1773. Prawdopodobnie w Wiedniu Mozart słyszał kwartety Josepha Haydna i był pod ich wielkim wrażeniem.
Powrócił do kwartetu we wczesnych latach 80. po przeniesieniu się do Wiednia i osobistym poznaniu Haydna, z którym się zaprzyjaźnił. Joseph Haydn opublikował właśnie zbiór sześciu kwartetów, które, jak się uważa, były powodem dla którego Mozart powrócił do kwartetu. Z czasem (1782–1785) Mozart ukończył sześć kwartetów (KV 387, 421, 428, 458, 464, 465). Kwartety te często są nazywane „kwartetami Haydnowskimi”, bo były dedykowane Haydnowi albo Opus X, bo tak zostały wydane.
Ostatnie trzy kwartety, Kwartety Pruskie (KV 575, 589, 590), dedykowane królowi Prus Fryderykowi Wilhelmowi II, są cenione za śpiewny charakter partii wiolonczeli (instrument, na którym grywał sam król), słodycz dźwięków i równowagę między poszczególnymi instrumentami.
Mniej liczne kwintety smyczkowe (KV 174, 515, 516, 593, 614) na dwoje skrzypiec, dwie altówki i wiolonczelę niekiedy uznaje się za będące na jeszcze wyższym poziomie niż kwartety. Wśród nich jest Kwintet g-moll (KV 516), przez wielu uznany za najwspanialszy. Nastrój namiętności i tragedii w tym utworze przypomina Symfonię w tej samej tonacji.
Mozart napisał wiele innych utworów kameralnych na różne składy instrumentów, takich jak: sonaty i wariacje na fortepian i skrzypce; dwa duety na skrzypce i altówkę KV 423, 424; Kwintet na klarnet i smyczki A-dur (KV 581); Kwintet na fortepian i instrumenty dęte Es-dur KV 452 (o którym wypowiedział się w liście do ojca, że to najlepszy utwór, jaki dotychczas napisał); Kwartet na obój i instrumenty smyczkowe F-dur KV 370.
Kwartety i kwintety smyczkowe są czteroczęściowe, tak jak symfonie. Tria fortepianowe oraz utwory kameralne z udziałem instrumentu dętego są trzyczęściowe, jak koncerty instrumentalne.
W utworach na same smyczki znakomity jest kontrapunkt. W utworach na instrumenty z różnych grup – na przykład w Kwintecie klarnetowym A-dur (KV 581) – bardzo efektowne są epizody koncertujące.
Bardzo oryginalnym utworem kameralnym Mozarta jest Adagio c-moll i Rondo C-dur na szklaną harmonikę, flet, obój, altówkę i wiolonczelę KV 617 (1791). (Na szklaną harmonikę solo Mozart napisał natomiast krótkie Adagio C-dur KV 356.)

### Solowa muzyka fortepianowa
- Sonata fortepianowa a-moll, KV 310
- Sonata fortepianowa A-dur, KV 331
- Fantazja na fortepian d-moll KV 397
- Fantazja na fortepian c-moll KV 475
- Rondo na fortepian a-moll KV 511
- Sonata C-dur na fortepian na cztery ręce KV 521

Między rokiem 1782 i 1786 Mozart napisał 20 utworów na fortepian solo (wśród nich sonaty, wariacje, fantazje, suity, ronda) i utwory fortepianowe na cztery ręce oraz na dwa fortepiany.

## Katalog Köchla

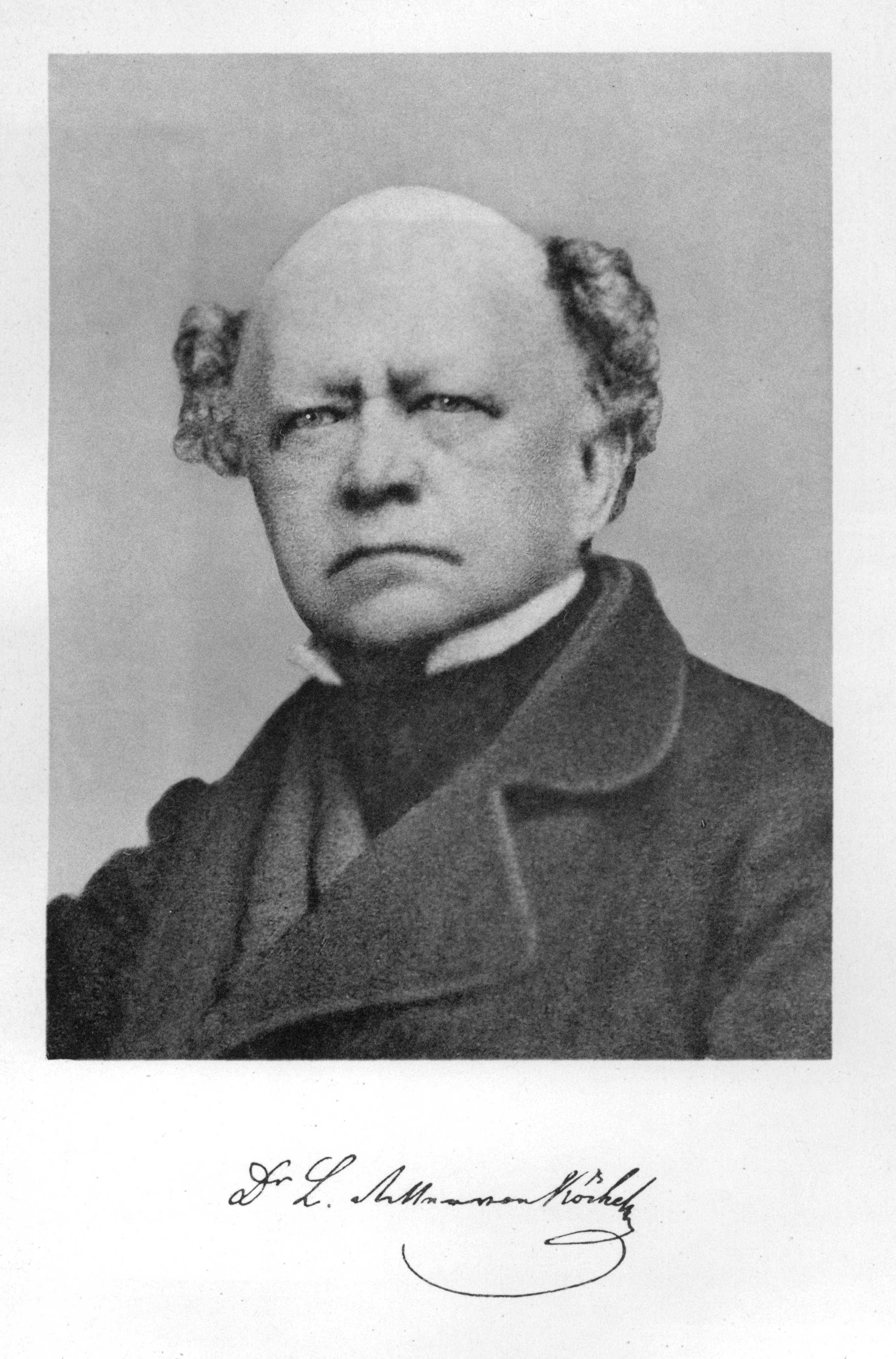
Ludwig von Köchel

Dorobek Mozarta to ponad 600 kompozycji, w tym 20 oper, 68 symfonii, 27 koncertów i 19 mszy. Po jego śmierci podejmowano kilka prób zinwentaryzowania jego kompozycji, ale przedsięwzięcie takie udało się dopiero w 1862 Ludwigowi von Köchlowi, wiedeńskiemu botanikowi, mineralogowi i nauczycielowi. Wielka księga Köchla, licząca 551 stron, została zatytułowana Chronologisch-thematisches Verzeichnis sämtlicher Tonwerke Wolfgang Amadé Mozarts (pol. Chronologiczno-tematyczny spis wszystkich dzieł muzycznych Wolfganga Amadeusa Mozarta). Od nazwiska Köchla wywodzi się także sygnatura KV (Köchel-Verzeichnis – katalog Köchla) umieszczana przed kolejnym numerem dzieł Mozarta, w miejsce zwyczajowego „opus”. W literaturze anglojęzycznej stosowana jest sygnatura K.

## Instrumenty
Chociaż niektóre wczesne utwory Mozarta zostały napisane na klawesyn, we wczesnych latach życia poznał także fortepiany wykonane przez budowniczego z Ratyzbony Franza Jakoba Spätha. Później, kiedy Mozart odwiedzał Augsburg, był pod wrażeniem fortepianów Steina, i podzielił się tym w liście do swojego ojca. 22 października 1777 Mozart wykonał premierowo swój koncert potrójny (KV 242) na instrumentach dostarczonych przez Steina. Pierwszą część grał organista katedralny z Augsburgu Demmler, drugą – Mozart, a trzecią – Stein. W 1783 roku, mieszkając w Wiedniu, kupił instrument Waltera. Leopold Mozart potwierdził przywiązanie, które Mozart miał ze swoim pianinem Waltera: „Nie da się opisać zgiełku. Fortepian twojego brata był przenoszony co najmniej dwanaście razy z jego domu do teatru lub do czyjegoś domu.”

## Odbiór Mozarta
Spojrzenie na postać i muzykę Mozarta należy do najbardziej złożonych zjawisk w historii muzyki, a wokół jego osoby narosło wiele legend i kontrowersji. Mimo że przeżył zaledwie 35 lat, zdołał napisać bez mała 700 utworów, często tak rozbudowanych jak opery lub oratorium, a przy tym bardzo oryginalnych, chociaż przecież pisać zaczął w bardzo młodym wieku. Fascynuje też jego pamięć muzyczna, i wielokrotnie powtarza się, jak np. zapisał z pamięci Miserere Gregoria Allegri po jednorazowym wysłuchaniu go w Kaplicy Sykstyńskiej.
W XIX wieku Mozart cieszył się umiarkowaną popularnością. Znano przede wszystkim jego trzy opery (Wesele Figara, Czarodziejski flet i Don Giovanniego), Requiem, koncerty fortepianowe d-moll i c-moll oraz trzy ostatnie symfonie, które najlepiej pasowały do romantycznych ideałów. Kult Beethovena sprawił, że jeszcze do połowy XX wieku uważano, iż w wielu dziedzinach Mozart mu ustępował i „dopiero odejście od podobnego sposobu widzenia dziejów sztuki pozwoliło docenić osiągnięcia Mozarta, które w niektórych dziedzinach były tak wyjątkowe, że właściwie nie znalazły następców.”
Wielu kompozytorów wielbiło natomiast Mozarta. Beethoven powiedział do swojego ucznia Riesa, że nigdy nie byłby w stanie stworzyć melodii tak pięknej, jak pierwsze ustępy 24. koncertu fortepianowego, i złożył hołd Mozartowi, pisząc wariacje oparte na jego tematach (jak dwa zbiory Wariacji na wiolonczelę i fortepian opartych na tematach z Czarodziejskiego fletu) i cadenzy do szeregu koncertów fortepianowych, m.in. do koncertu KV 466. Także jedna z wariacji na temat walca Diabellego jest nawiązaniem do arii Leporella Notte e giorno faticar z opery Don Giovanni, co Beethoven podkreśla w tytule. Wariacje na tematy z dzieł Mozarta napisał też m.in. Fryderyk Chopin (Là ci darem la mano z Don Giovanniego). Wielbicielem Mozarta był Gioacchino Rossini. Czajkowski napisał suitę Mozartiana na cześć austriackiego kompozytora, a Mahler umarł ze słowem „Mozart” na ustach. Krytyk muzyczny James Svejda, wypełniając podanie o pracę, w pytaniu o religię napisał „Mozart”.
Jednak stosunek do jego muzyki do dzisiaj bywa różny. Jak podkreśla D. Gwizdalanka: „dla jednych Mozart jest mistrzem ładnych melodii, twórcą uroczych serenad i oper buffa, w którego muzyce nie ma powodu doszukiwać się »głębi«. Dla innych Mozart jest uosobieniem doskonałości, a jego genialna inwencja harmoniczna źródłem przeogromnego bogactwa wyrazowego muzyki”.

### Mozart jako postać literacka
Legendy, jakie narosły wokół osoby Mozarta uczyniły go postacią atrakcyjną dla literatury, a potem filmu. Chętnie opowiadano, że Mozart komponował Requiem z myślą o własnej śmierci. Inna legenda głosiła jakoby Mozart miał być zamordowany przez swoich braci z Loży wolnomularskiej, ponieważ w operze pod tytułem Czarodziejski flet (KV 620) zdradził tajemnice ich misterium.
Rzekoma rywalizacja między Mozartem i Antonio Salierim stała się tematem sztuki Aleksandra Puszkina Mozart i Salieri. Nikołaj Rimski-Korsakow skomponował operę Mozart i Salieri, a Peter Shaffer napisał sztukę teatralną Amadeus, zekranizowaną w 1984 przez Milosza Formana. Większość dramatów opartych na życiu Mozarta jest w dużej mierze fabularyzowana.

### Współczesne ślady Mozarta w Salzburgu
W domu, w którym urodził się Mozart (Mozarts Geburtshaus) można zobaczyć skrzypce i klawikord, na których grywał. Zgromadzono tu również dekoracje sceniczne do jego przedstawień operowych.
Na Makartplatz 8, w drugim salzburskim mieszkaniu rodziny Mozarta (Mozarts Wohnhaus), zorganizowano stałą ekspozycję instrumentów muzycznych z epoki.
W Mozarteum przy Schwartstrasse 26–28 można obejrzeć znajdującą się niegdyś w Wiedniu niewielką chatkę drewnianą, w której Mozart napisał muzykę do Czarodziejskiego fletu.
W barokowej katedrze na Residenzplatz Mozart był Konzertmeistrem.
Od imienia kompozytora nazwano powstałą w 1842 roku prestiżową akademię muzyczną Mozarteum. Od 1917 odbywa się Festiwal Salzburski Salzburger Festspiele, którego pomysłodawcami i założycielami byli Max Reinhardt, Richard Strauss i Hugo von Hofmannsthal. Gromadzi tłumy melomanów. Rokrocznie w przeddzień otwarcia inaugurowany jest tańcem z pochodniami, tzw. Fackeltanz. W ramach festiwalu wystawiane są opery, dramaty, odbywają się koncerty, projekcje filmów.
Również cukiernicy wykorzystali popularność Mozarta sprzedając pralinki o nazwie Mozartkugel („kula Mozarta”). Pierwszym, który je produkował był Paul Fürst, w jego ślady poszli niebawem inni wytwórcy, także spoza Salzburga.

### Muzyka Mozarta w Polsce
Muzyka Mozarta cieszyła się w Polsce popularnością już za jego życia. Z zachowanych przekazów wiemy, że przed 1794 rokiem, kilkakrotnie do Warszawy przybywały włoskie trupy operowe, które przedstawiały opery Mozarta. W większych miastach wykonywano także niektóre jego symfonie. Wiele wskazuje na to, że w kręgu mieszczańskim i arystokratycznym znano również niektóre jego sonaty, czy utwory kameralne. W wieku XIX popularność i dostępność dzieł Mozarta znacznie wzrosła, m.in. dzięki rozwojowi drukarstwa muzycznego, oraz powstaniem szeregu instytucji kulturalnych i koncertowych.
Warszawska Opera Kameralna organizuje od 1991 w stolicy Festiwal Mozartowski.
Od 2001 roku, 4 grudnia o 23.00 w kościele oo. Karmelitów Bosych na Wzgórzu św. Wojciecha w Poznaniu sprawowana jest msza św. z Requiem za duszę W.A. Mozarta. Wydarzenie to dało początek Festiwalowi Mozartowskiemu w tym mieście.
Od 2006 roku w Gdańsku-Oliwie odbywa się plenerowy festiwal Mozartiana. Organizatorem jest Polski Chór Kameralny.

## Upamiętnienie w Polsce
Od 1973 na terenie obecnej dzielnicy Mokotów w Warszawie znajduje się ulica imienia Wolfganga Amadeusza Mozarta. Poświęcone mu ulice znajdują się również we Wrocławiu, Gdańsku (od lat międzywojennych), Częstochowie, Opolu, Tychach, Pyskowicach, Garwolinie, a Osiedle Mozarta w Krakowie.

## Pliki dźwiękowe
- W przypadku problemów z odtwarzaniem zobacz instrukcję obsługi

### Pliki dźwiękowe
| Symfonie - XXV Symfonia g-moll. 213.188.106.66. [zarchiwizowane z tego adresu (2007-09-30)]. KV 183 - XXIX Symfonia A-dur. 213.188.106.66. [zarchiwizowane z tego adresu (2007-09-27)]. KV 201 - XL Symfonia g-moll. 213.188.106.66. [zarchiwizowane z tego adresu (2007-09-30)]. KV 550 Koncerty fortepianowe - XX Koncert fortepianowy Es-dur cz. III. 213.188.106.66. [zarchiwizowane z tego adresu (2007-09-30)]. KV 482 Tańce - Kontredans C-dur. 213.188.106.66. [zarchiwizowane z tego adresu (2007-09-27)]. KV 609 | Uwertury oper - Wesele Figara. ra.mmv.ru. [zarchiwizowane z tego adresu (2005-10-19)]. - Don Giovanni. 213.188.106.66. [zarchiwizowane z tego adresu (2009-10-10)]. - Czarodziejski flet. 213.188.106.66. [zarchiwizowane z tego adresu (2009-10-12)]. Divertimenti - 28 Sonat fortepianowych (midi) |

### Pozostałe
- Wolfgang Amadeus Mozart – twórczość tego autora dostępna w bibliotece cyfrowej International Music Score Library Project
- Prywatna strona o Wolfgangu A. Mozarcie. muzykaklasykapowazna.blogspot.com. [zarchiwizowane z tego adresu (2013-10-07)].
- O Mozarcie dla uczniów. muzykotekaszkolna.pl. [zarchiwizowane z tego adresu (2014-08-13)].
- Fundacja Mozarteum z Salzburga – wszystkie partytury Wolfganga A. Mozarta oraz komentarze edytorskie do dzieł wszystkich (ang. • niem. • jap.)
- Informacje o Wolfgangu A. Mozarcie ze strony o Salzburgu. salzburg.info. [zarchiwizowane z tego adresu (2011-05-30)]. (ang.).
- The European Library:Mozart

Partytury
- Darmowe partytury w Mutopia Project (ang.)
- Wolfgang Amadeus Mozart – twórczość tego autora dostępna w bibliotece cyfrowej International Music Score Library Project
- Nuty Mozarta w bibliotece Polona

Wiersze
- Wiersz Wolfganga Amadeusa Mozarta Hier ruht ein lieber Narr (Tutaj spoczywa drogi głuptak), z roku 1874; w Ogrodzie Petenery.